# Lamborghini SC18 Alston
Lamborghini SC18 Alston – supersamochód klasy wyższej typu one-off wyprodukowany pod włoską marką Lamborghini w 2018 roku.

## Historia i opis modelu
W listopadzie 2018 roku Lamborghini przedstawiło specjalny model SC18 Alston oparty na bazie flagowego supersamochodu Aventador. Dzieląc z nim większość elementów nadwozia, samochód przeszedł jednakże obszerne modyfikacje wizualne z inaczej rozmieszczonymi wlotami powietrza, a także inaczej zaprojektowaną tylną częścią nadwozia. Samochód zyskał specjalne, wykonane z włókna węglowego nadwozie, a także tylny spojler o regulowanej wysokości.
Układ napędowy SC18 Alston tworzy 6,5 litrowy silnik typu V12 rozwijający moc maksymalną 770 KM przy 8500 obrotach na minutę oraz  maksymalnym momencie obrotowym 720 Nm osiąganym przy 6750 obrotach na minutę. Jednostka współpracuje z 7-biegową przekładnią typu  ISR (Independent Shifting Rod, a model Lamborghini rozpędza się do 100 km/ h w 2,8 sekundy, osiągając maksymalnie 350 km/h.

### Sprzedaż
Lamborghini SC18 Alston powstało w wyniku współpracy między Centro Stile Lamborghini a indywidualnym klientem, współkoordynującym prace nad tym samochodem zbudowanym tylko w jednym egzemplarzu. Firma nie zdradziła ceny, za jaką unikatowy supersamochód został sprzedany nabywcy ani kto nim został.

### Silnik
- V12 6.5l 770 KM